# Stadsbrand van Zutphen (1284)
De stadsbrand van 1284 is de grootste stadsbrand die de Nederlandse stad Zutphen heeft getroffen. 
Op 13 mei 1284 werd de stad Zutphen voor een groot deel verwoest. In de Tielse Kroniek uit de 15e eeuw werd deze brand als volgt beschreven: 

Quod civitas Zutphaniensis combusta est. Anno Domini millesimo ducentesimo octogesimo quarto in die Servacii Civitas Zutphanie tam nova quam antiqua pro maiori parte combusta est.

De tekst geeft een getrouwe weergave van de topografie van 13e-eeuws Zutphen, bestaande uit de Oude Stad en de Nieuwstad.   
Bij diverse archeologische opgravingen zijn sporen van deze stadsbrand aangetroffen. Een groot deel van de afgebrande huizen, die waren opgetrokken uit hout, vlechtwerk en leem, is na de brand door bakstenen huizen vervangen. Met name in de wijken Barlheze en het Oude Wandkwartier zijn bij archeologisch en bouwhistorisch onderzoek nogal wat resten van bakstenen huizen uit de late 13e eeuw vastgesteld. Sommigen zijn vrijwel volledig bewaard, zoals Frankensteeg 13, of Agnietensteeg 9.  

## Voetnoten
1. ↑  Vertaling van de Latijnse quote uit de Tielse Kroniek: "Toen is de stad Zutphen verbrand. In het jaar des Heren 1284 is op de dag van Sint Servatius in Zutphen zowel de nieuwe als de oude stad voor het grootste gedeelte verbrand."
2. ↑  Koolstra, Gosse (2025). Van kelder tot kap. Een bouwhistorische wandeling door Zutphen. Achterhoek Uitgevers.

## Bron
- Kim van Straten, Een afdaling in het verleden van de Beukerstraat, Zutphense Archeologische Publicaties 51